# Эрдоган, Эмине
Эмине́ Эрдога́н (приближенное к турецкому произношение фамилии Э́рдоан, тур. Emine Erdoğan, урожд. Гюльбаран (тур. Gülbaran); род. 21 февраля 1955, Стамбул) — турецкий государственный деятель. Супруга 12-го президента Турции Реджепа Тайипа Эрдогана, первая леди Турции с 28 августа 2014 года.

## Биография
Родилась в Ускюдаре (район Стамбула), в арабской семье из Сиирта (крайний юго-восток Турции), была младшей из пяти детей. Училась в школе искусств «Акшам» имени Мидхата-паши, но обучение не закончила. Участвовала в работе «Ассоциации женщин-идеалисток», во время этой деятельности встретила Реджепа Эрдогана, за которого вышла замуж 4 июля 1978 года. В браке у супругов Эрдоган четверо детей: сыновья Ахмет Бурак и Неджмеддин Билал и дочери Эсра и Сюмеййе.
7 декабря 2010 года премьер-министр Пакистана Юсуф Раза Гилани наградил Эмине Эрдоган орденом Пакистана 2 класса (англ. Hilal-e-Pakistan) в знак признания её усилий по оказанию помощи народу Пакистана, пострадавшего от наводнений. В октябре 2010 года Эмине Эрдоган посетила пострадавшие от наводнения районы Пакистана и организовала кампанию по сбору средств для помощи жертвам наводнения.
16 февраля 2011 года Эмине Эрдоган был вручён «Приз фонда» Кранс Монтана Форум на церемонии в Брюсселе.

## Галерея
- Эмине Эрдоган и первая леди Мишель Обама, Белый дом, 8 декабря 2009
- Эмине Эрдоган, премьер-министр Эрдоган и бывший премьер-министр Греции Георгиос Папандреу и его жена Афина
- Эрдоган и президент Аргентины Кристина Фернандес де Киршнер G20, Торонто, Канада
- Реджеп Тайип Эрдоган и Эмине Эрдоган с парой Обамы Нью-Йорк, США
- Эмине Эрдоган, Питтсбург, Соединённые Штаты, G-20, организованный Мишель Обамой